# Felce
Felce es una comuna y población de Francia, en la región de Córcega, departamento de Alta Córcega.
Su población en el censo de 1999 era de 43 habitantes.

## Demografía
| 62 | 81 | 75 | 72 | 33 | 43 |
| Para los censos de 1962 a 1999 la población legal corresponde a la población sin duplicidades (Fuente: INSEE [Consultar]) |    |    |    |    |    |

- Datos: Q1109491
- Multimedia: Felce / Q1109491

1. ↑  Worldpostalcodes.org, código postal n.º 20234.
2. ↑  INSEE, Datos de población para el año 2012 de Felce (en francés).